# Пептидо-нуклеиновые кислоты
Пептидо-нуклеиновые кислоты (ПНК, англ. PNA, Peptide nucleic acid) — это химические вещества, похожие на РНК или ДНК. В настоящее время ПНК не обнаружены в составе живых организмов и получаются путём химического синтеза для использования в некоторых биологических экспериментах и медицине.
С химической точки зрения ПНК — это линейные полимеры N-(2-аминоэтил)глицина (или другие полиамиды-псевдопептиды), замещённые по азоту аминоэтильной группы производными азотистых оснований или других гетероциклических соединений, способных к нековалентному взаимодействию с азотистыми основаниями ДНК и РНК.
Благодаря тому, что размер звена такого псевдопептида близок к размеру рибозо- и дезоксирибозофосфатного звена нуклеиновых кислот, пептидонуклеиновые кислоты способны связываться с нуклеиновыми кислотами. Благодаря нейтральности (ПНК не являются кислотами и не несут отрицательного заряда при умеренных и высоких pH), константы связывания ПНК-лигандов с нуклеиновыми кислотами в некоторых случаях могут быть выше констант связывания комплементарных нуклеиновых кислот.
ПНК способна образовывать с РНК и одноцепочечными ДНК комплексы ПНК/РНК и ПНК/ДНК различной структуры; связывание ПНК с двухцепочечной ДНК может приводить к вытеснению одной из цепей ДНК и образованию комплексов, содержащих две молекулы ПНК и одну ДНК (триплексные комплексы (ПНК)2(ДНК) и комплексы более сложной структуры.

## Пептидная нуклеиновая кислота и пребиотические процессы
Эта кислота учитывается (вместе c пиранозильной РНК) как информационная молекула, функционирующая до периода мира-РНК или вместе с РНК. «Привлекательность» гипотезы о существовании таких систем обусловлена относительно несложным химическим составом (простые амиды и азотистые основания и более высокая стабильность по сравнению с РНК). Тем не менее, нет никаких доказательств (даже косвенных) о существовании самореплицирующихся систем на основе ПНК.